# Georunde Rindberg

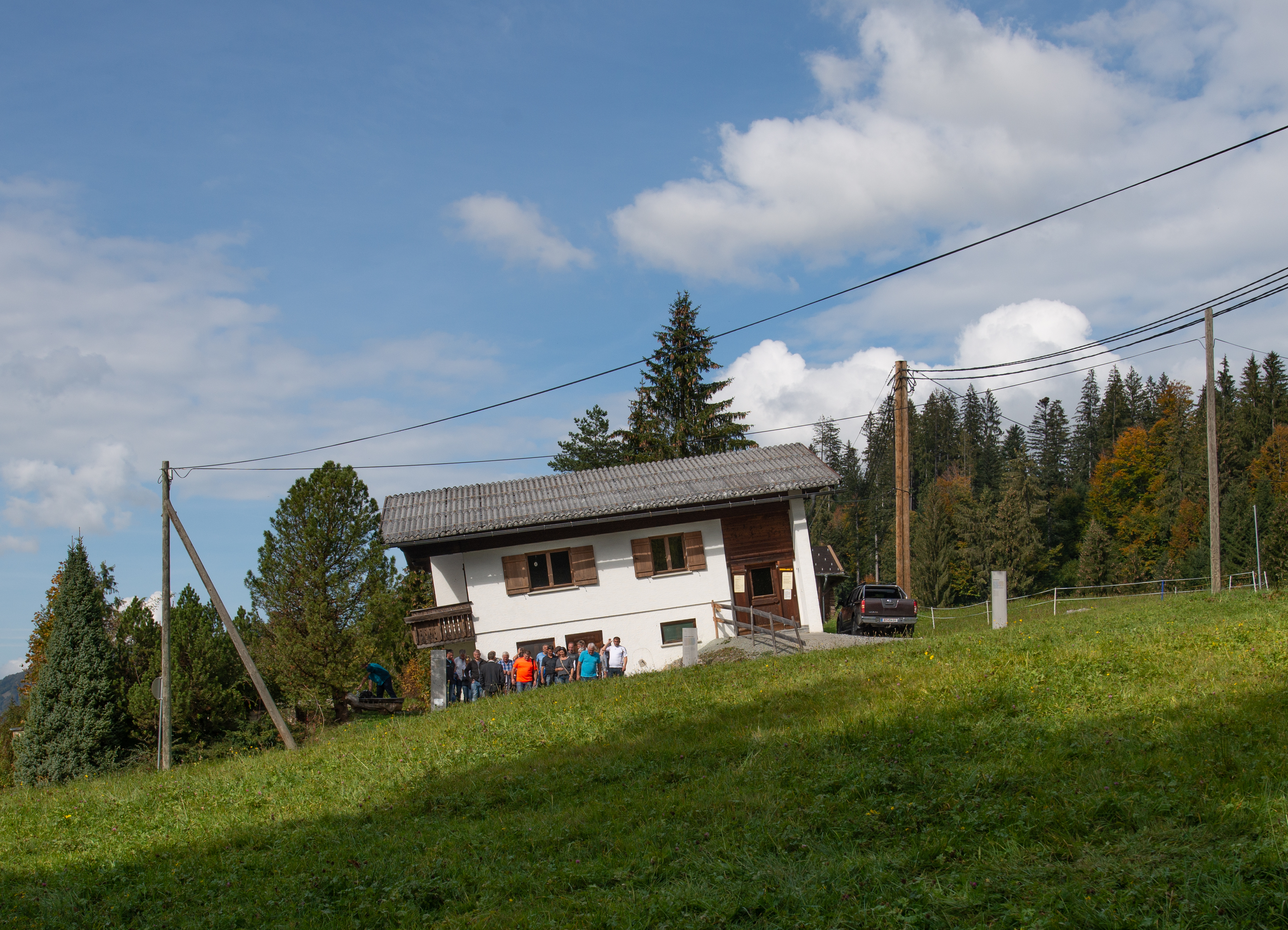
Felbers schiefes Haus (2018)

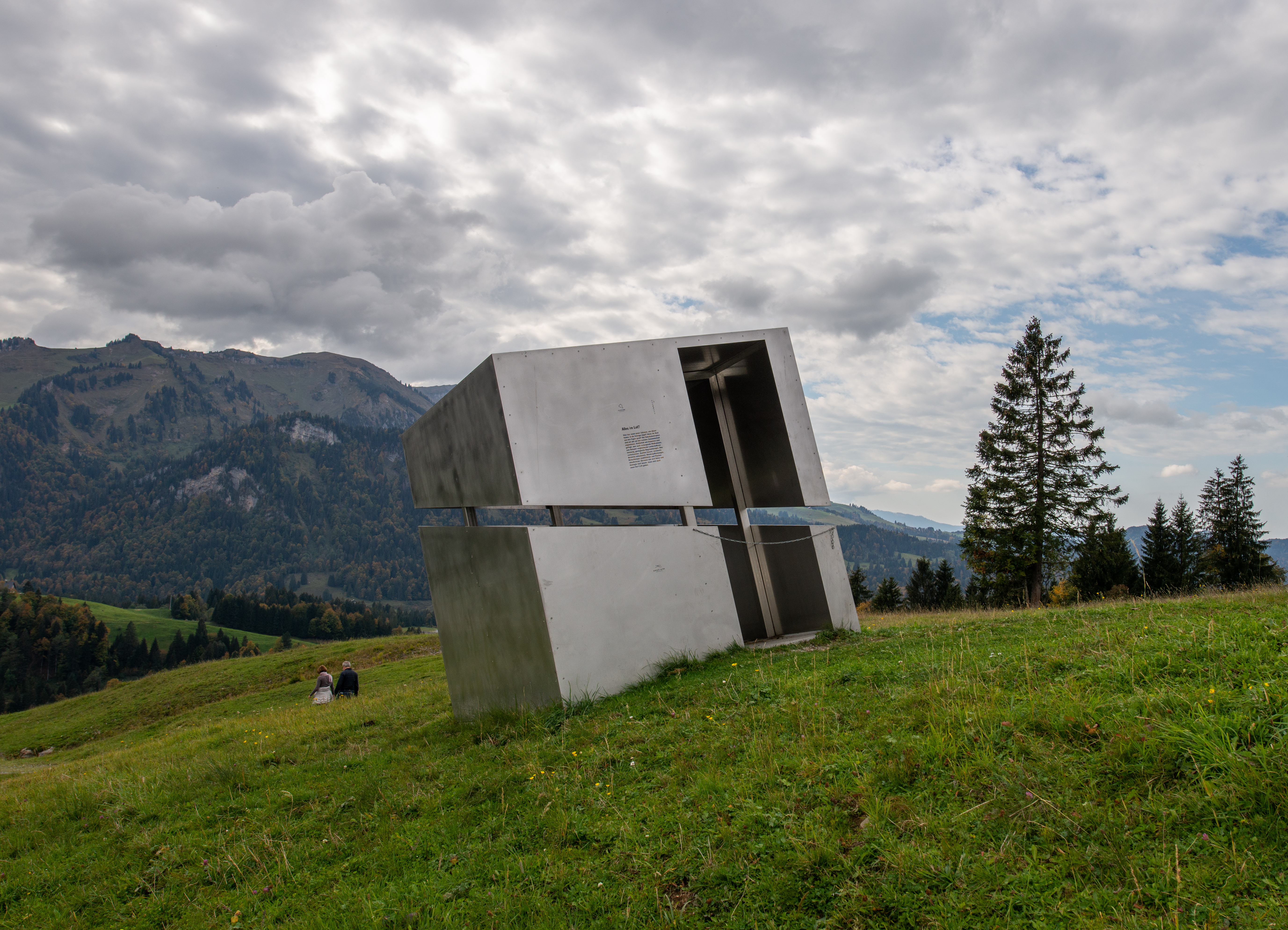
Hangrutschung gegengedacht (2018)

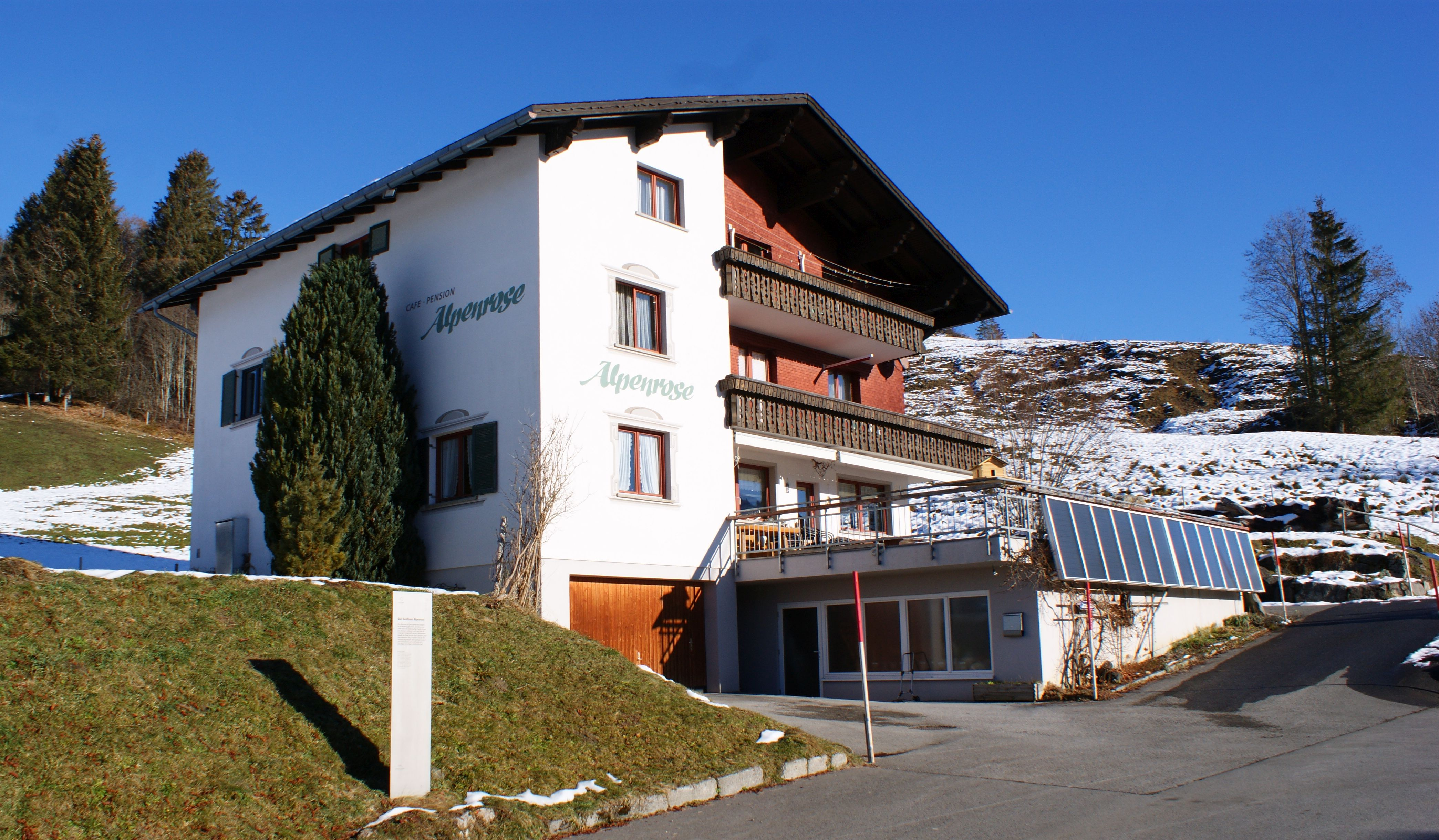
Das Gasthaus Alpenrose im Dezember 2020.

Die Georunde Rindberg ist ein Rundwanderweg am Rindberg in der Gemeinde Sibratsgfäll im Bregenzerwald im Bezirk Bregenz in Vorarlberg.

## Hangrutsch am Rindberg
Im Mai 1999 kam nach heftigen Regenfällen ein Berghang ins Rutschen. Anfangs standen plötzlich einige Zaunpfähle schief, wobei man anfangs nicht wusste, was eigentlich los war. Durch eine beständige Verschiebung der Erdmassen wurde schlussendlich eine Fläche von 1,8 km² teils bis zu einer Weite von 280 m talwärts verschoben. Betroffen waren 18 Wohn- und Wirtschaftsgebäude, von denen man im Juni 1999 hoffte, zumindest noch vier retten zu können. Durch die rechtzeitige Evakuierung der Bevölkerung kam es zu keinen Personenschäden.
Die rund 300 Jahre alte Kapelle am Rindberg fiel nach einer Wanderung von 180 m am Wochenende des 19./20. Juni 1999 in sich zusammen. Eines der wenigen Gebäude, die gehalten werden konnte, ist das heute (Stand: 2024) noch immer bestehende Gasthaus Alpenrose. Über mehrere Wochen wurden täglich mehrere hundert Kubikmeter Erdmaterial hinter dem Haus abtransportiert, um die angespannte Situation zu entschärfen. Dennoch wurde die hangseitige Wand des Gebäudes eingedrückt und das gesamte Gebäude wanderte eine Strecke von rund sechs Meter talwärts. Noch heute erinnert eine Gedenktafel am Haus, das seitdem eine Schieflage von einigen Zentimetern aufweist, an das schwere Naturereignis im Frühsommer 1999.
An der schnellsten Stelle bewegte sich der Hang bis zu sieben Meter am Tag talwärts. Durch die Schlamm- und Geröllmassen wurde auch die zur Subersach fließende Rubach aufgestaut, wobei eine akute Hochwassergefahr im Juni 1999 noch abgewendet werden konnte.
Eine Initiative unter der Leitung von Altbürgermeister Konrad Stadelmann suchte nach einer Lösung um das Trauma zu erinnern und aufzuarbeiten und positiv in die Zukunft zu deuten. 2014 schrieb die Gemeinde einen geladenen Wettbewerb aus, welchen die Architekten Innauer-Matt und das Designteam Super BfG für sich entschieden.

## Rindberg
Geologische Untersuchungen ergaben, dass der Hang in bis zu 70 m Tiefe mit einer wasserdichten Lehmschicht durchzogen ist, welche eine Absorption von Schmelz- und Regenwasser erschwert. Wird der Druck durch Wasser groß, gerät das Erdreich in Bewegung. Dieses Naturereignis wird statistisch für alle 300 Jahre angenommen.

## Georunde
Ausgehend von Felbers schiefem Haus wurden acht Objekte in der Hanglandschaft angeordnet, welche das Leben in der Schräge, die Kraft der Natur und die hier besonders notwendige Akzeptanz der steten Veränderung erfahrbar machen. Die acht Objekte am Rundweg sind aus scharfkantigem Edelstahl geformt, wobei dieses Material der Zeit und der Witterung standhält.
Die neue Marienkapelle hat einen doppelten Boden und kann bei einer neuerlichen Rutschen des Hanges innerhalb von 48 Stunden demontiert und abtransportiert auf gesichertem Boden zwischengelagert werden.

## Auszeichnungen
- Österreichischer Bauherrenpreis 2018